# وادیم پتروف
وادیم پتروف (چکی: Vadim Petrov؛ ‏ ۲۴ مهٔ ۱۹۳۲ – ۷ دسامبر ۲۰۲۰) نوازنده پیانو، آهنگساز، موسیقی‌دان و مربی موسیقی اهل چکسلواکی بود که تباری روسی داشت.
از فیلم‌ها یا مجموعه‌های تلویزیونی که وی در آن‌ها نقش داشته‌است، می‌توان به مول اشاره نمود.
وی همچنین برندهٔ جوایزی همچون نشان دوستی شده‌است.
مُدل مشهور چک لیندا وویتووا، نوهٔ دختری اوست.